# Kručinka křídlatá
Kručinka křídlatá (Genista sagittalis) je vytrvalý, přízemní, široce se rozrůstající keřík vysoký 10 až 30 cm, kvetoucí v průběhu července a srpna mnoha žlutými květy. V české přírodě je považována za neofyt, do Česka byla zavlečena náhodně a poprvé zde byla zaznamenána v roce 1928.

## Rozšíření
Rostlina pochází z jižní, západní a střední Evropy. V teplé jižní části roste hlavně v horách, v Pyrenejích, Apeninách i na Balkáně s přesahem do Turecka a na Ukrajinu. V mírném pásu střední části Evropy roste od nížin v Porýní a Podunají do podhůří Alp. Severní hranice výskytu dosahuje nejvýše k Baltskému moři a Lamanšskému průlivu. Na západě je rozšířena od území hraničích s Atlantským oceánen po Ukrajinu a asijské Turecko na východě.
V české přírodě se vyskytuje roztroušeně a podle posledních výzkumů pouze druhotně. Na některých stanovištích bývá její výskyt hromadný a působí dojmem přirozeného výskytu. Na jiných místech lze přímo poznat, že se tam rostliny dostaly lidským přičinění, například při terénní úpravě následující po stavbě. V okolí lidských sídlišť vyrůstá po samovolném šíření ze zahradních skalek nebo z ojedinělé výsadby v parcích. Do české přírody bývá rostlina také zavlékána s výsadbou sazenic stromů nebo se semeny krmných rostlin pro zvěř nebo jinak užitkových. Její synantropní výskyt lze pozorovat i podél železničních tratí.

## Ekologie
Roste po okrajích lesů a v jejich světlinách, na vřesovištích, na skalnatých svazích, pastvinách i v málo udržovaných zahradách, dá se nalézt podél železnic a silnic i na čerstvě upravených terénech. Upřednostňuje půdy nevápnité, dobře odvodněné, ale ne dlouhodobě suché. Vyskytuje se roztroušeně na izolovaných lokalitách, ale někdy na nich vyrůstá hromadně. Bývá pozorována od nížin přes pahorkatiny až do podhůří. Je chamaefyt s fenologickým optimem kvetení od června do srpna, semena dozrávají postupně až do zámrazu. Počet chromozomů 2n = 48, stupeň ploidie x = 4.

## Popis
Vytrvalý, přízemní, kobercovitě se rozrůstající polokeř vysoký 10 až 30, ojediněle i 40 cm. Dřevnatý kmínek, hrubý jen asi 5 mm, je nahnědlý, poléhavý a jeho vystoupavé nebo přímé, tuhé větve jsou schopné zakořenit. Tenké větve se třemi až šesti internodiemi, mají oboustranně po celé délce křídla široká až 5 mm. Křídla jsou zelená, lesklá, blanitá, v uzlinách přerušovaná, v horní části jsou chlupatá a ve spodní lysá. Živě zelené listy jsou jednoduché, přisedlé, střídavé, dlouhé 10 až 20 mm, široké 2 až 8 mm a směrem nahoru se zkracují. Bývají eliptické až vejčité, na vrcholu jsou okrouhlé nebo špičaté, v mládí bývají krátce chlupaté a později olysalé. Jsou bez palistů a na zimu opadávají.
Květy žluté barvy jsou pyskaté, oboupohlavné, až 14 mm dlouhé a v počtu čtyři až dvacet vytvářejí na koncích větví krátká, vzpřímená, hustá hroznovitá květenství. Na krátkých květních stopkách, vyrůstajících z paždí čárkovitých listenů, jsou dva šídlovité listence. Dvoupyský kalich dlouhý 8 mm je z části rozeklaný do dvou, stejně dlouhých pysků delších než korunní trubka, horní pysk má zuby dva a spodní tři. Koruna je světle zlatožlutá, 12 mm dlouhá, její lístky jsou stejně velké a po odkvětu neopadají. Pavéza koruny je obvejčitá a nahoře vykrojená, křídla jsou obdobně jako člunek podlouhlá. Tyčinek je deset a jsou jednobratré, blizna na dlouhé čnělce vyčnívá z korunní trubky. Květy jsou opylovány hmyzem.
Plod je rovný, zploštělý lusk asi 15 mm dlouhý. Na vrcholu je zašpičatělý, nad semeny slabě vypouklý, celý je hustě chlupatý a samovolně puká dvěma chlopněmi. Obsahuje čtyři až šest vejčitých, zploštělých, zelenohnědých, lesklých semen velkých 2 mm.

## Taxonomie
V minulosti byla rostlina pro své morfologické odlišnosti, prýty porostlé oboustrannými křídly, řazena do samostatných rodů jako kručinečka Genistella sagittalis (L.) Gams, 1923 nebo Chamaespartium sagittale (L.) P. E. Gibbs., 1968.

## Ohrožení
Před přeřazením kručinky křídlaté z původního do nepůvodního druhu byla koncem 20. století považována pro svůj řídký výskyt dokonce za kritický ohrožený druh a později jen za ohrožený druh české květeny. Protože je v současnosti uznávána v české přírodě za nepůvodní druh, v novém „Červeném seznamu ohrožených druhů České republiky z roku 2017“ již uvedena není. Jako reziduum této skutečnosti je ale dosud ve „Vyhlášce MŽP ČR č. 395/1992 Sb. ve znění vyhl. č. 175/2006 Sb. – Zvláště chráněné druhy rostlin České republiky“ stále vedená jako „ohrožený druh (§3)“ a tudíž není zrušená její zákonná ochrana.

## Galerie

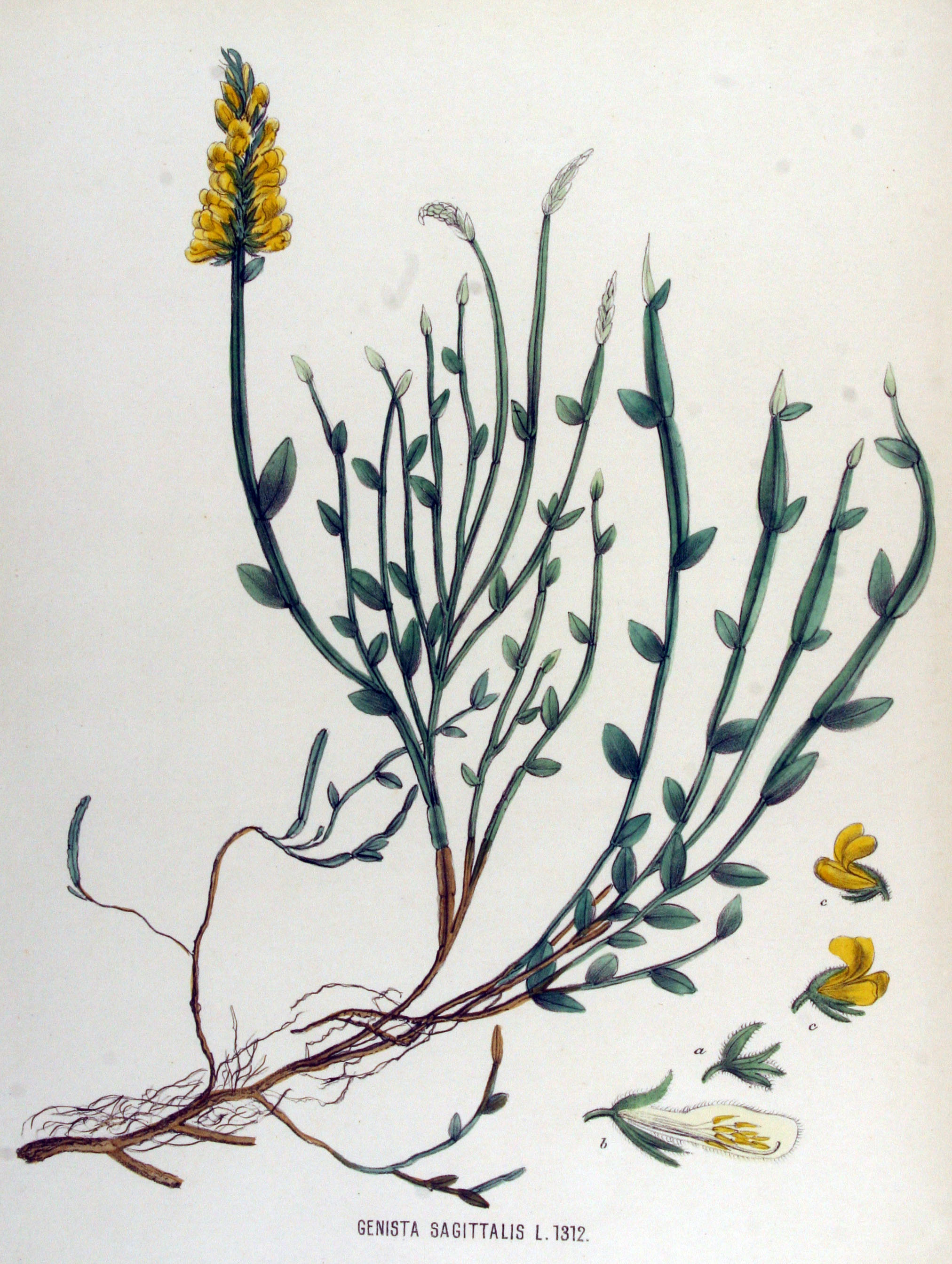
Zobrazení rostliny
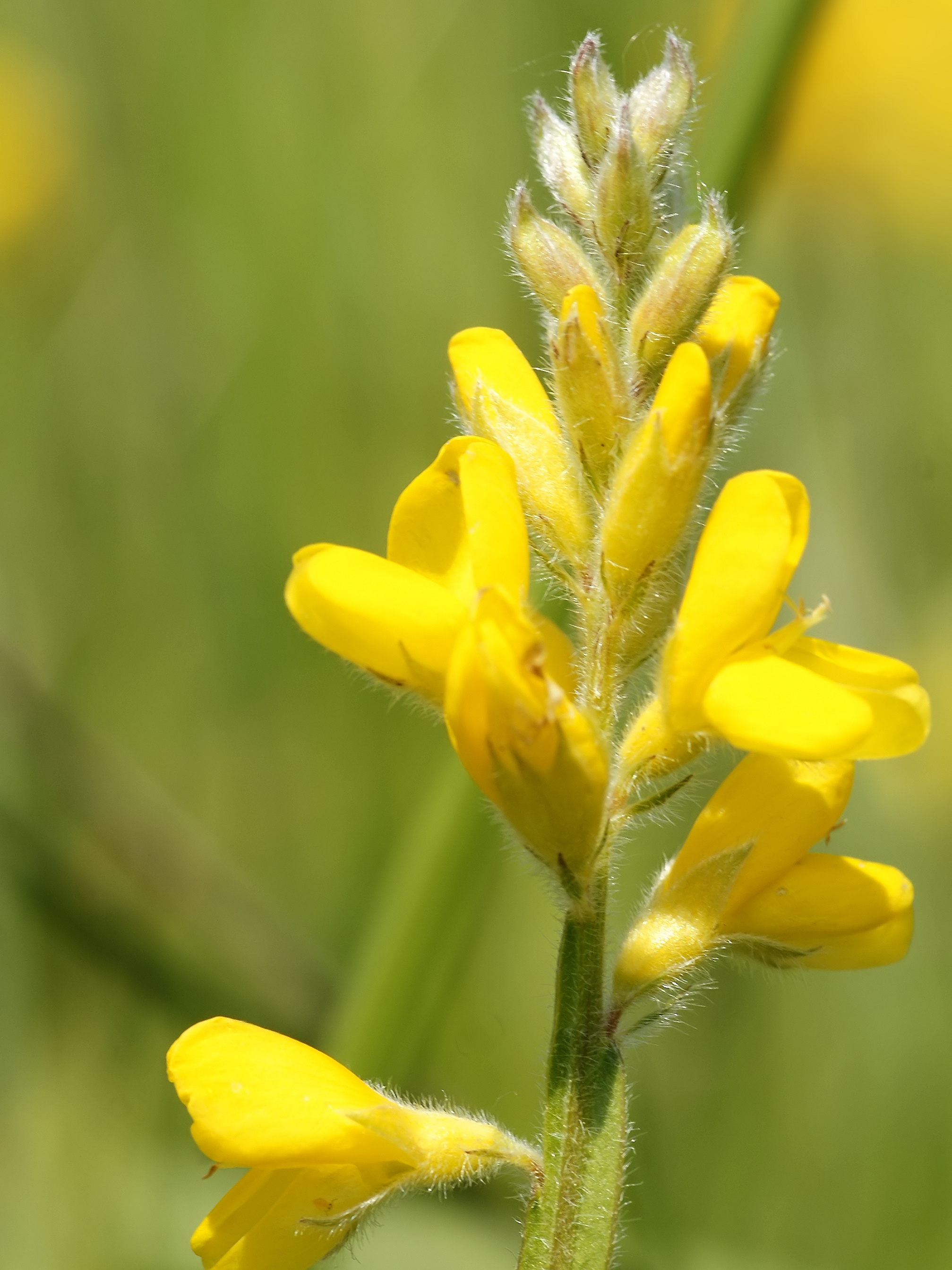
Květenství
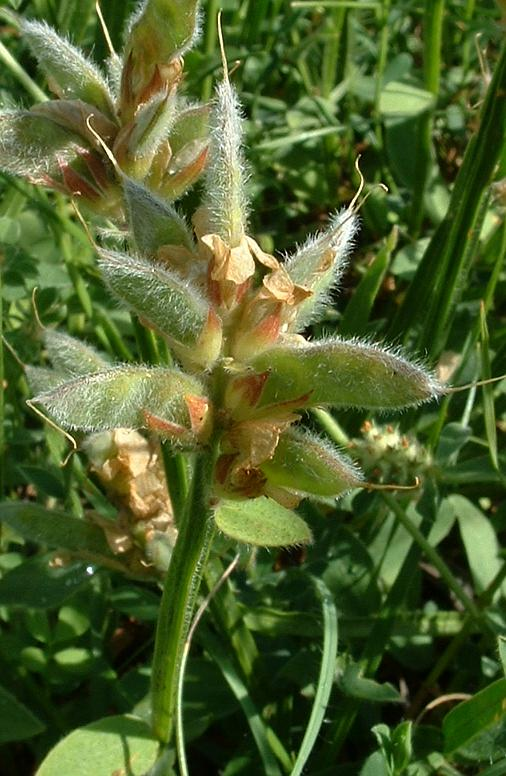
Plodenství